# Medal Służby Ogólnej Wojskowej
Medal Służby Ogólnej Wojskowej (ang. Military General Service Medal, MGSM) – jeden z medali kampanii brytyjskich ustanowiony w roku 1847.

## Zasady nadawania
Nagradzano nim oficerów i żołnierzy armii brytyjskiej.
MGSM nadawany był wstecznie za różne akcje wojskowe w latach 1793–1814; okres ten obejmował Rewolucję Francuską i wojny napoleońskie oraz wojnę anglo-amerykańską. Każda z ważniejszych bitew podczas tych wojen jest reprezentowana odpowiednim okuciem w kształcie klamry na wstążce medalu.
Medal nadawany był tylko żyjącym, w związku z tym liczba wydanych medali jest dużo mniejsza niż osób biorących udział w walkach.
Rodziny nie miały praw do medalu po zmarłych krewnych, jednak był im przyznawany jeśli odznaczeni zmarli pomiędzy datą złożenia prośby i wręczeniem medalu. W sumie było 25 650 wniosków o medal.
Ten medal i jego marynarski odpowiednik Medal Ogólnej Służby Morskiej, były wśród pierwszych medali kampanii brytyjskich, które nadawane był żołnierzom wszystkich rang; żołnierzom, którzy po prostu „tam byli”.

## Klamry medalu
Medal nie był nadawany w wersji bez okucia, których autoryzowano w sumie 29:

- EGYPT
- MAIDA
- ROLEIA
- VIMIERA
- SAHAGUN
- BENEVENTE
- SAHAGUN & BENEVENTE
- CORUNNA
- MARTINIQUE
- TALAVERA
- GUADALOUPE
- BUSACO
- BARROSA
- FUENTES D’ONOR
- ALBUHERA
- JAVA
- CIUDAD RODRIGO
- BADAJOZ
- SALAMANCA
- FORT DETROIT (*)
- VITTORIA
- PYRENEES
- ST. SEBASTIEN
- CHATEAUGUAY (*)
- NIVELLE
- CHRYSLER’S FARM (*)
- NIVE
- ORTHES
- TOULOUSE

(*) wojna brytyjsko-amerykańska (1812-1813)

## Wygląd medalu
Awers: lewy profil królowej Wiktorii w koronie oraz inskrypcja VICTORIA REGINA, pod spodem data 1846.
Rewers: królowa Wiktoria stojąca na podium, zakłada wieniec laurowy na głowę klęczącemu na lewym kolanie Księciu Wellingtonowi, na obwodzie napis TO THE BRITISH ARMY, pod spodem daty 1793-1814.
Wstążka: czerwona z niebieskimi brzegami, miała 32mm długości i 5mm szerokości.